# Hana Želenská
Hana Želenská-Zieglerová, rozená Marie Johanna Zieglerová (31. října 1898 Královské Vinohrady – 1952) byla česká operetní subreta.

## Život
Hana Zieglerová se narodila roku 1898. Pokřtěna byla jmény Marie Johanna.
Narodila se na Královských Vinohradech u Prahy v rodině Emila Zieglera (* 1873), tehdy typografa a matky Marie, rozené Šlamborové (* 1876). Otec později uváděl jako povolání „divadelní koncertní mistr“ (Theater Koncertmeister).
Její rodina byla umělecky založená. Dědeček Václav Ziegler (* 1843) byl švec a křídlovkář. Její strýcové hráli na křídlovku a na housle, tety byly tanečnice. Její teta Adéla Zieglerová, provdaná Srnová (1869–1935) byla v letech 1885–1900 sólistkou Národního divadla a její teta Mařenka Zieglerová (1881–1966) byla operetní subretou a herečkou.

### Rodinný život
Dne 4. září 1918 se na Žižkově stala první manželkou herce a režiséra Drahoše Želenského. Později bylo toto manželství rozvedeno od stolu a lože a v roce 1934 prohlášeno za rozloučené. V manželství s Drahošem Želenským se jí narodila dcera Ludmila (1919–1998, později Kalistová-Mecnarovská).
Druhý manžel Hany Želenské se jmenoval Gustav Jirsák.
Podle vzpomínek vnučky Jany Prachařové žila Hana Želenská spolu s vnučkou v době jejího dětství (tj. po roce 1937) na Zbraslavi; později (po roce 1946) se obě přestěhovaly k tetě Mařence Zieglerové do Mlazic u Mělníka, která zde vlastnila vilu Alba.

## Divadlo
Již jako dítě vystupovala se svou slavnější tetou v žižkovském divadle Deklarace a v Divadle Marie Zieglerové (Praha VIII).
Hrála mj. ve hře Bílá jeptiška své švagrové Laury v pražském divadle Akropolis, se kterým spolupracovala i na taneční přípravě představení Velebníček a jeho schovanka.
Když bylo v roce 1948 založeno Městské divadlo v Kolíně, byla zde pod dívčím jménem Hana Zieglerová angažována. V roce 1949 účinkovala v Kolíně ve hře F. X. Svobody Směry života.